# Isochromodes polvoreata
Isochromodes polvoreata är en fjärilsart som beskrevs av Paul Dognin 1893. Isochromodes polvoreata ingår i släktet Isochromodes och familjen mätare. Inga underarter finns listade i Catalogue of Life.